# Djurgården Hockey 1929/1930
Serien kunde inte spelas färdigt på grund av den varma vintern, endast tre matcher spelades. I SM-slutspelet förlorade Djurgården i semifinalen mot IK Göta med 3-0.

## Seriespelet
Referens:
| Datum            | Motståndare       | Resultat |
| ---------------- | ----------------- | -------- |
| 10 februari 1930 | Södertälje SK (b) | 1 - 2    |
| 21 februari 1930 | Karlbergs BK (h)  | 4 - 1    |
| 7 mars 1930      | IK Göta (h)       | 1 - 1    |

## Tabellen
Referens:
|   | Elitserien 1929/1930 | SM | V | O | F | GM | IM | P |
| - | -------------------- | -- | - | - | - | -- | -- | - |
| 1 | IK Göta              | 3  | 2 | 1 | 0 | 3  | 1  | 5 |
| 2 | Södertälje SK        | 3  | 2 | 0 | 1 | 3  | 2  | 4 |
| 3 | Djurgårdens IF       | 3  | 1 | 1 | 1 | 6  | 4  | 3 |
| 4 | Hammarby IF          | 3  | 1 | 1 | 1 | 7  | 6  | 3 |
| 5 | Nacka SK             | 3  | 1 | 1 | 1 | 4  | 4  | 3 |
| 6 | Karlbergs BK         | 3  | 0 | 0 | 3 | 5  | 11 | 0 |

## Svenska mästerskapet 1930
Referens:
| Omgång    | Datum            | Motståndare              | Resultat |
| --------- | ---------------- | ------------------------ | -------- |
| Andra     | 24 februari 1930 | UoIF Matteuspojkarna (h) | 3 - 1    |
| Semifinal | 25 februari 1930 | IK Göta (b)              | 0 - 3    |